# Oxytropis physocarpa
Oxytropis physocarpa är en ärtväxtart som beskrevs av Carl Friedrich von Ledebour. Oxytropis physocarpa ingår i släktet klovedlar, och familjen ärtväxter. Inga underarter finns listade i Catalogue of Life.